# Baumholder
Baumholder – miasto w Niemczech, w kraju związkowym Nadrenia-Palatynat, w powiecie Birkenfeld, siedziba gminy związkowej Baumholder. W 2009 liczyło 4 058 mieszkańców.